# Macropophora lacordairei
Macropophora lacordairei là một loài bọ cánh cứng trong họ Cerambycidae.